# Православное гарнизонное кладбище (Познань)

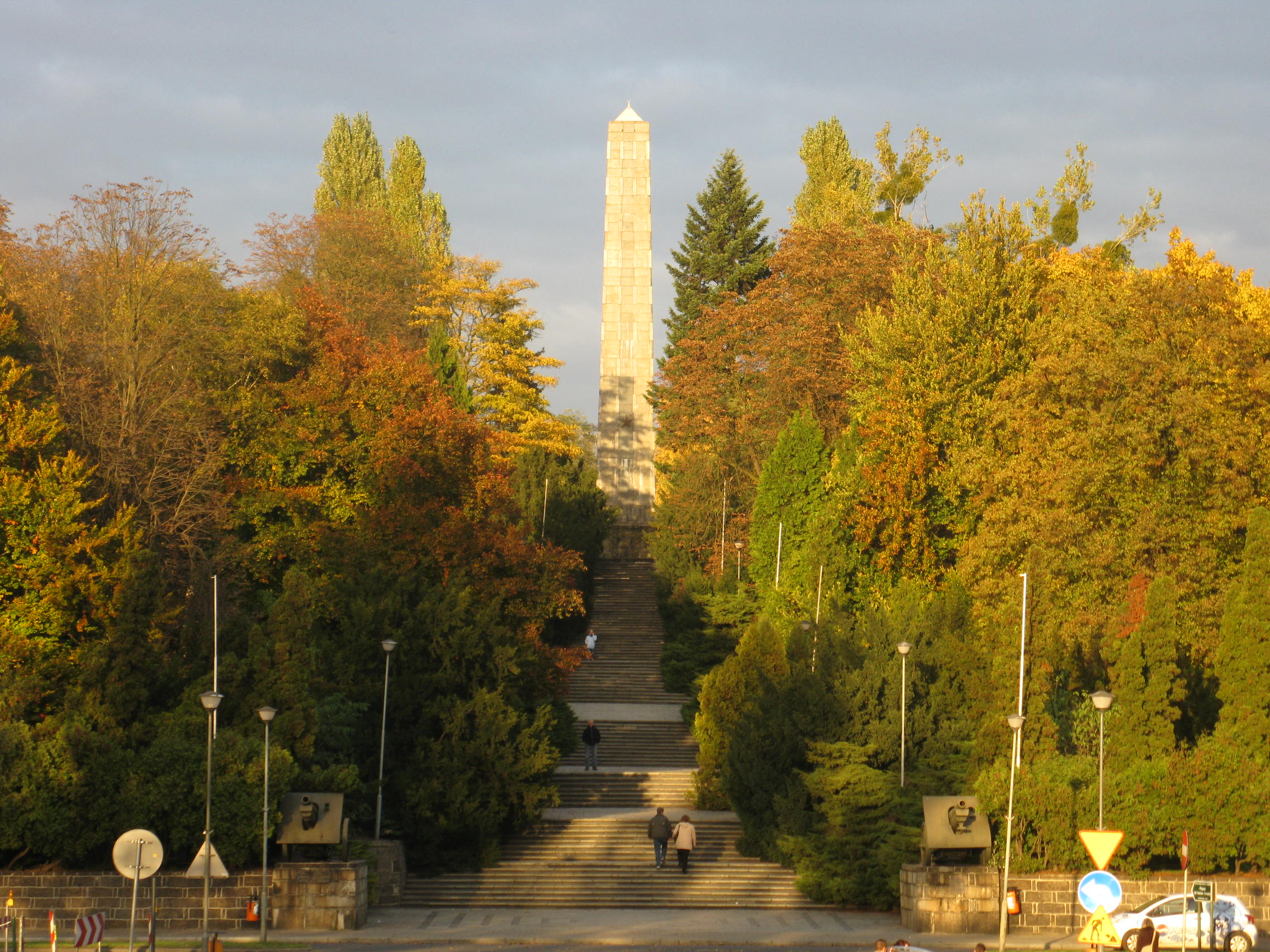
Памятник героям Красной Армии в Парке Цитадель (Познань)

Православное гарнизонное кладбище — кладбище в польском городе Познань на территории форта Виняры (Парка Цитадель), входившего в состав прежней крепости Познань.
Парк Цитадель, ранее Парк-памятник братства по оружию и польско-советской дружбы, расположен на южной стороне прежней крепости Познань.
Православное гарнизонное кладбище создано около 1924 года, после возникновения в Бреслау православного прихода св. Николая. Кладбище сильно пострадало во время ожесточённых сражений за Познань в 1945 году.
Одно из сохранившихся старых довоенных надгробий принадлежит И. В. Коростовцу (1863—1933), русскому генералу и сенатору, Эстляндскому губернатору.
У входа в Парк Цитадель находится памятник героям, посвящённый советским военнослужащим, погибших в 1945 году в сражениях за Познань. На новом военном кладбище похоронены 5.829 погибших советских воинов, установлены различные памятники и скульптурные композиции.